# Kateřina Císařová
Kateřina Císařová (* 5. července 1993 Jablonec nad Nisou) je česká herečka. Působí v Divadla Na zábradlí a v roce 2024 obdržela Cenu Thálie v kategorii činohra.

## Život a kariéra
Narodila se roku 1993 v Jablonci nad Nisou, kde už od základní školy chodila do dramatického kroužku v Domě dětí a mládeže Vikýř. Na střední škole následně pokračovala na ZUŠ v Liberci a působila i v jabloneckém loutkářském souboru Vozichet. Se souborem v patnácti letech excelovala na festivalu Loutkářská Chrudim v představení Zlaté kuře, kde společně se spolkem získala cenu za herectví. Po střední škole pokračovala na DAMU. Zde studovala od roku 2013 až 2015 katedru produkce a od roku 2014 katedru alternativního a loutkového divadla, kterou dokončila v roce 2018.
Během studiích na DAMU spolupracovala a hrála například v projektech Barunka is leaving, Zápisky z volných chvil, Montovna a v inscenacích souboru Tygr v tísni a Pomezí. Kromě hostování v divadle Minor v hrách Libozvuky a Toodle Noodle, hostovala také v Národním divadle v inscenacích Maryša, Bakchantky a Za krásu. Od divadelní sezóny 2019/2020 je členkou hereckého souboru Divadla Na zábradlí. Zde si například zahrála Lady Macduff v Macbeth – Too Much Blood, Bětku ve Zlaté pláži, Barmana v Discolandu, Coralii ve Ztracené iluzi, Mášu v Rackovi nebo Karla Gotta v Bůh v Las Vegas. Nadále hraje v inscenacích souboru Tygr v tísni a podílí se na projektech spolku Pomezí nebo Ufftenživot.
V roce 2024 obdržela Cenu Thálie v kategorii činohra za ztvárnění Káti ve Vzkříšení v Divadle Na zábradlí.